# Castell de Pontellà
El Castell de Pontellà era un castell medieval d'estil romànic del segle xi situat en el poble de Pontellà, a la comarca del Rosselló, a la Catalunya del Nord.
Està situat en el punt més alt del turonet on es troba el nucli vell del poble, tancant la cellera de la qual nasqué el poble de Pontellà. Del castell pròpiament dit amb prou feines en queda res, en canvi, sí que es conserven força vestigis de la resta de murs que tancaven la vila closa de Pontellà.

## Història
El primer esment de Pontellà és del 872, en una confrontació amb Tullars: de circi affrontat in ipsa guardia qui est in termino Pontiliano. El 876 tres monjos de Sant Andreu d'Eixalada donen terres a aquell monestir uns béns a Pontiliano. El 982, en un diploma del rei Lotari es reconeixen béns de Sant Pere de Rodes a Pontellà i Nyils. Els vescomtes de Conflent i el capítol d'Elna també hi tenien possessions, totes elles a bastament documentades.
Des de finals del segle xi, el senyoriu de Pontellà estigué en mans dels vescomtes de Castellnou, fins que, al segle xiv, passà per diverses mans a causa de vendes, confiscacions, subhastes i cessions.

## Les restes del castell
Al punt més elevat del poble hi ha algunes restes de la torre que devia formar part del castell; possiblement fou en bona part arrasat per a la construcció d'un altre castell: el castell d'aigua, que és com anomenen en francès les torres de l'aigua. En la resta de població es conserven diversos panys de paret i altres restes de les fortificacions del poble.